# Luigi Boccherini

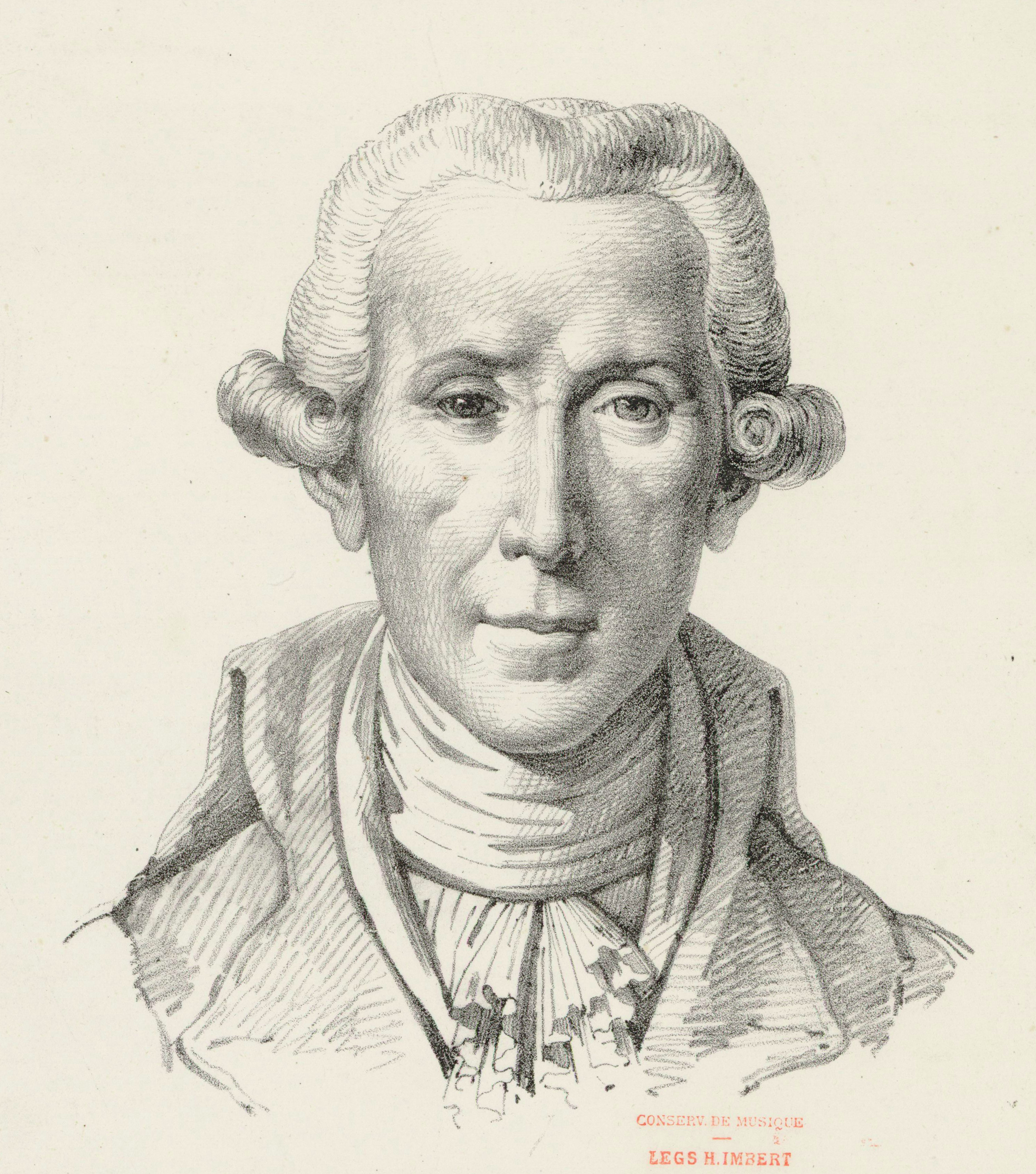
Luigi Boccherini
(1743-1805)

Luigi Rodolfo Boccherini (n. 19 februarie 1745, Lucca, Republic of Lucca⁠(d) – d. 28 mai 1805, Madrid, Madrid⁠(d), Spania) a fost un compozitor și violoncelist din Italia, a cărui muzică era caracterizată de un stil galant, stil care s-a dezvoltat, intr-un fel, separat de marile centrele muzicale europene.
Boccherini este foarte cunoscut datorită unui menuet din Cvintetul de corzi în E, Op.13, Nr.5 și Concertul de violoncel în Si bemol major. Această ultimă lucrare a fost cunoscută în diferite versiuni făcute de violoncelistul german Friedrich Grützmacher, dar recent a fost transformată în versiunea originală.

## Biografie
Boccherini s-a născut în orașul Lucca din Italia, într-o familie de muzicieni. La o vârstă tânără, tatăl său, care era de asemenea violonist și contrabasist, l-a trimis pe Luigi la Roma pentru a studia. În 1757 el a mers la Viena cu fiul său, unde amândoi au fost angajați de către curtea regală ca muzicieni la teatru. În 1761 Boccherini a mers în Madrid, unde a fost angajat de Don Luis, fratele cel mic al regelui Charles al-III-lea. Acolo el a înflorit sub patronajul imperial până ce într-o zi când regele Charles și-a exprimat dezaprobarea la un pasaj într-un trio nou și i-a ordonat lui Boccherini să-l schimbe. Compozitorul nu s-a supărat pentru remarca făcută, dar nu a schimbat nimic ceea ce a dus la concedierea lui.
Printre patronii săi, au fost consulul francez Lucien Bonaparte, de asemenea, regele Friedrich Wilhelm II al Prusiei, care era un amator violonist, flautist și un susținător avid al artei. Boccherini a traversat o perioadă grea la moartea patronului său spaniol, a celor două neveste și a fiicelor acestuia, el murind în sărăcie în anul 1805, rămânând în urma lui doi băieți. Linia lui genealogică continuă și astăzi.
Mare parte din muzica lui de cameră urmează modelul stabilit de Joseph Haydn, dar Boccherini a îmbunătățit modelul lui Hadyn de cvintet de corzi aducând violoncelul în primul plan, pe când Haydn întotdeauna i-a conferit un rol de acompaniament. Mai degrabă, stilul Boccherini are ca sursa lucrările unui alt faimos violoncelist italian Giovanni Battista Cirri, născut înaintea lui Boccherini și Haydn.
Un virtuoz violoncelist de primă clasă (posibil cel mai împlinit violoncelist din istorie), Boccherini a interpretat adesea repertoriul viorii la violoncel, la înălțime, un talent pe care el l-a dezvoltat pe când înlocuia violoniștii bolnavi în timpul turneelor. Acest control suprem al instrumentului i-a adus multe laude din partea contemporanilor săi (remarcabilii Baillot, Rode și Romberg) și este evident în partea de compoziție pentru violoncel (în mod special în cvintetul pentru două violoncele, considerat adesea ca fiind un concert de violoncel cu acompaniament de cvartet de corzi).
El a scris foarte multă muzică de cameră, incluzând peste 100 de cvintete pentru două viori, violă și două violoncele (un tip pentru care el deține pionieratul, în contrast cu instrumentația obișnuită pentru două viori, două viole și un violoncel), o duzină de cvintete de chitare (nu toate au supraviețuit), aproape 100 de cvartete de corzi și un număr de triouri de corzi și sonate (incluzând cel puțin 19 pentru violoncel), muzica lui orchestrală include 30 de simfonii și 12 concerte de violoncel.
Operele lui Boccherini au fost catalogate de Yves Gérard muzicolog francez (născut în 1932) în catalogul Gerard publicat în Londra de aici numărul G pentru rezultatele sale.
Stlilul Boccherini este caracterizat de farmecul tipic rococoului, strălucire, optimism și inventarea unei expuneri mult mai melodice și ritmice, cuplată cu frecvente influențe de chitară tradițională din țara sa de adopție, Spania. Neglijat după moartea sa, poreclit soția lui Haydn, datată din secolul 19, munca sa adună mai multă recunoștință târzie, în tipăritură, înregistrări și concerte. Faimoasa lui “Musica notturna delle strade di Madrid” (cvintet de coarde în C major Op. 30) a fost recent popularizată prin filmul lui Peter Weir, "Master and Commander: The Far Side of the World".
1. 1 2 3  Autoritatea BnF, accesat în 10 octombrie 2015
2. 1 2  Luigi Boccherini, Diccionario biográfico español, accesat în 9 octombrie 2017
3. 1 2  Luigi Boccherini, Find a Grave, accesat în 9 octombrie 2017
4. 1 2  „Luigi Boccherini”, Gemeinsame Normdatei, accesat în 27 aprilie 2014
5. ↑  Ridolfo Luigi Boccherini, Brockhaus Enzyklopädie
6. 1 2  Боккерини Луиджи, Marea Enciclopedie Sovietică (1969–1978)[*]
7. 1 2  Archivio Storico Ricordi, accesat în 3 decembrie 2020
8. ↑  Luigi Boccherini, International Music Score Library Project, accesat în 9 octombrie 2017
9. ↑  „Luigi Boccherini”, Gemeinsame Normdatei, accesat în 31 decembrie 2014
10. ↑  CONOR.SI[*] Verificați valoarea |titlelink= (ajutor)